# Nationalstraße 222 (China)
Die Nationalstraße 222 (chinesisch 222国道, Pinyin 222 Guódào, englisch China National Highway 222), chin. Abk. G222, ist eine 363 km lange, in Nordost-Südwest-Richtung verlaufende Fernstraße im Nordosten Chinas in der Provinz Heilongjiang. Sie führt von der Provinzhauptstadt Harbin über Hulan, Suihua, Qing’an und Tieli nach Yichun.